# Route Hô Chi Minh
 (décembre 2014).
La route Hô Chi Minh (vietnamien : Đường Hồ Chí Minh) est une route nationale du Viêtnam. Elle traverse l'ouest du pays du nord au sud, de la province de Cao Bang jusqu'à celle de Cà Mau.

## Histoire
L'itinéraire coïncide à peu près avec la piste Hô Chi Minh utilisée pendant la guerre du Vietnam. 
La route devait être une autoroute à deux voies puis à 8 voies reliant la province de Cao Bằng à la province de Cà Mau avec une longueur totale de 3 167 km. 
Depuis 2007, cette route va de Hoà Lạc à Hanoi jusqu'à Ngọc Hồi dans la province de Kon Tum avec une longueur totale de 1 234,5 km.
La nouvelle autoroute  reliant Hanoi et Ho-Chi-Minh-Ville par l'Ouest du Vietnam a été inaugurée en 2018 .
Elle est composée, en partie, de la route Hô Chi Minh.

## Parcours

### Localités sur la route
Pác Bó, thị xã Cao Bằng, Bắc Kạn, Chợ Mới, Bắc Kạn, Chợ Chu, đèo Muồng, carrefour de Trung Sơn, carrefour de Phú Thịnh, pont de Bình Ca (rivière Lô), carrefour de Phú Hộ, Phú Thọ, cầu Ngọc Tháp (Fleuve Rouge), Cổ Tiết, pont de Trung Hà, Sơn Tây, Hòa Lạc, Xuân Mai, Chợ Bến, Xóm Kho, Ngọc Lạc, Lâm La, Thái Hòa, Tân Kỳ, Khe Cò, Phố Châu, Vũ Quang, Tân Ấp, Khe Gát, Bùng, Cam Lộ, cầu Tuần, Khe Tre, col de Đê Bay, col de Mũi Trâu, Xep Xep Trembláis, Túy Loan, Hòa Khương, Thạnh Mỹ, col de Lò Xo, Ngọc Hồi, Kon Tum, Pleiku, Buôn Ma Thuột, Gia Nghĩa, Chơn Thành, carrefour de Bình Phước, Tân Thành , Mỹ An, Cao Lãnh, pont de Cao lãnh (fleuve de Tiền), pont de Vàm Cống (rivière Hậu), Rạch Sỏi, Minh Lương, Gò Quao, Vĩnh Thuận, Cà Mau, cầu Đầm Cùng, Năm Căn, Đất Mũi.

### Tronçons
La route Ho Chi Minh a des sections communes avec les routes nationales suivantes :
, , , , , , ,, ,  et .

## Galerie

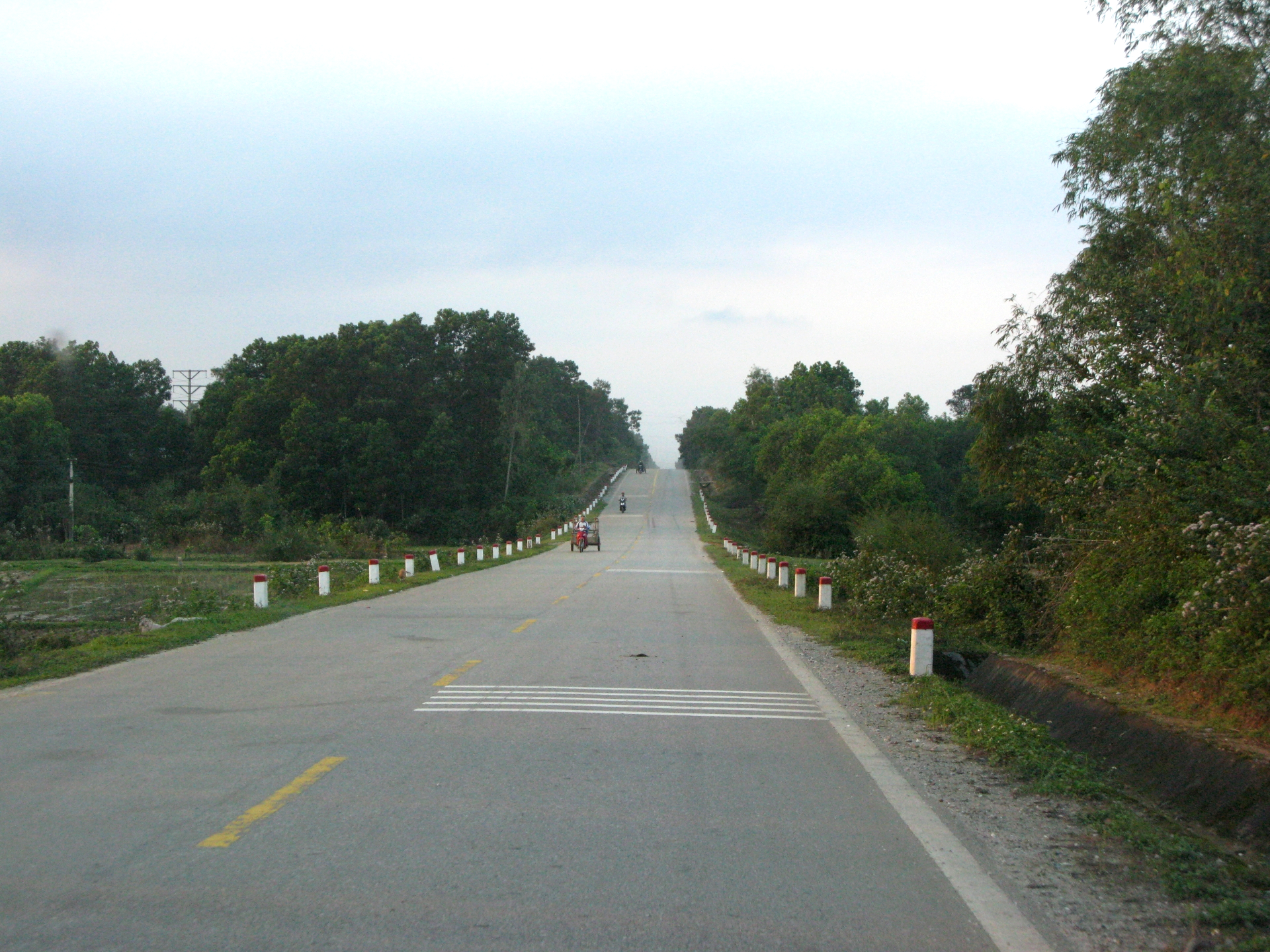
Section du district de Hương Khê
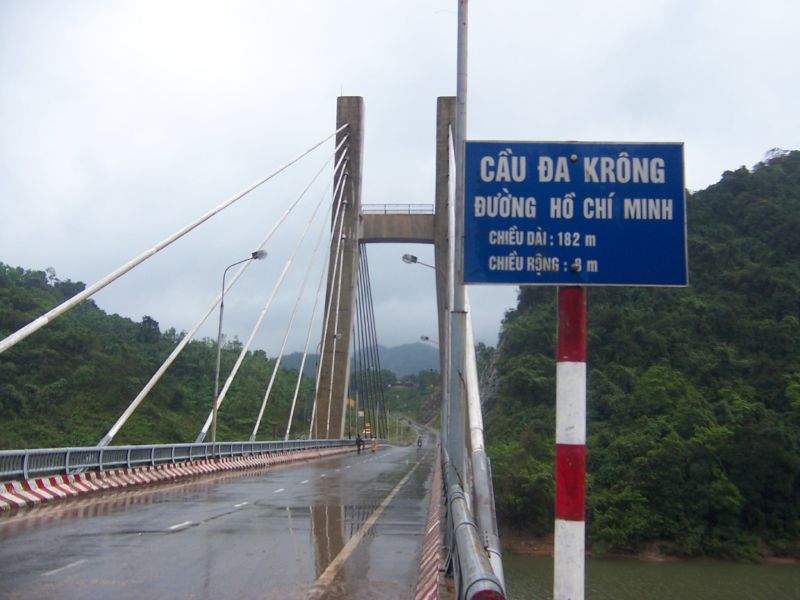
Pont Đa Krông sur la section coïncidant avec la route nationale 14.
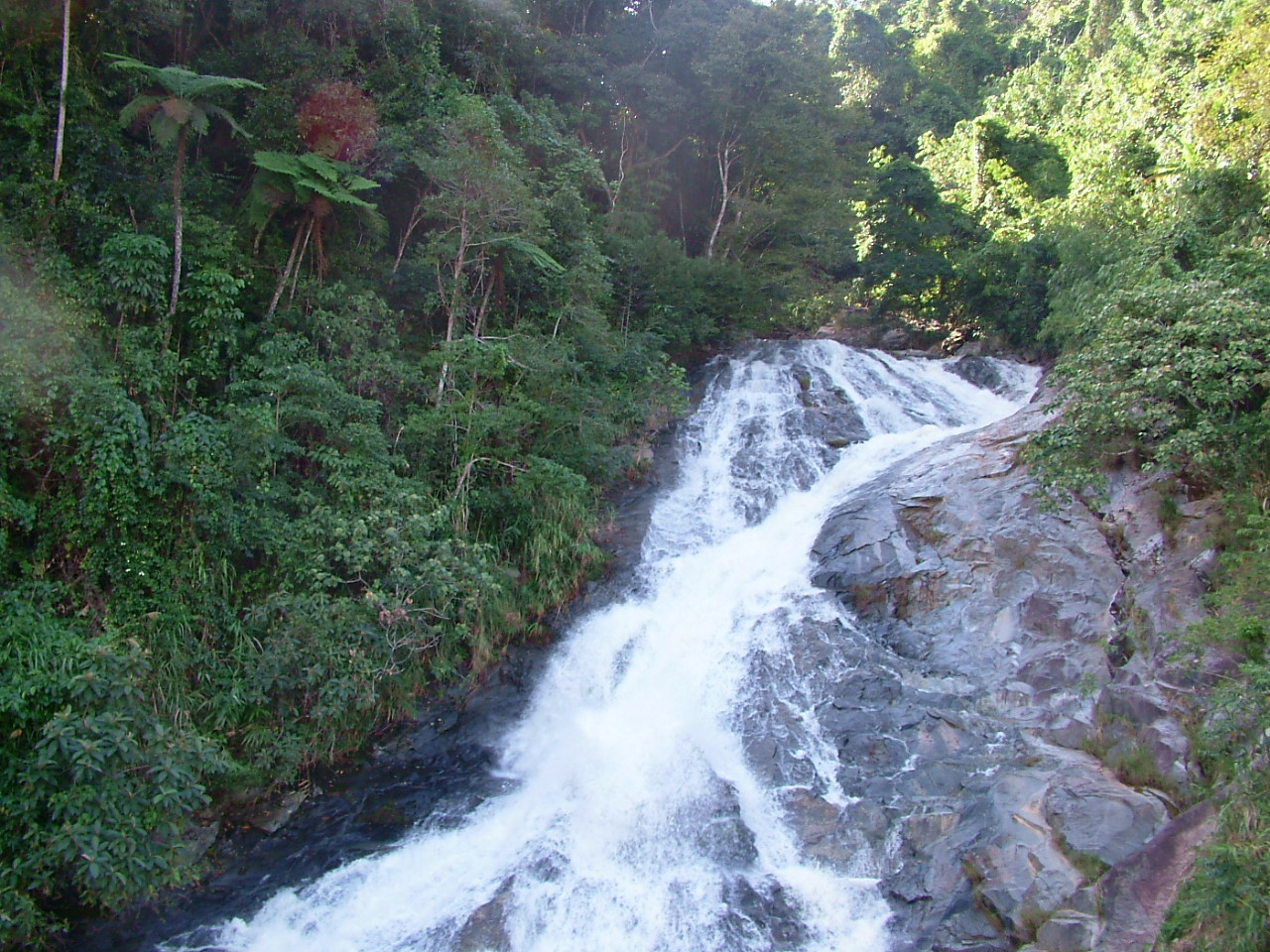
Cascade de  Đắk Chè.
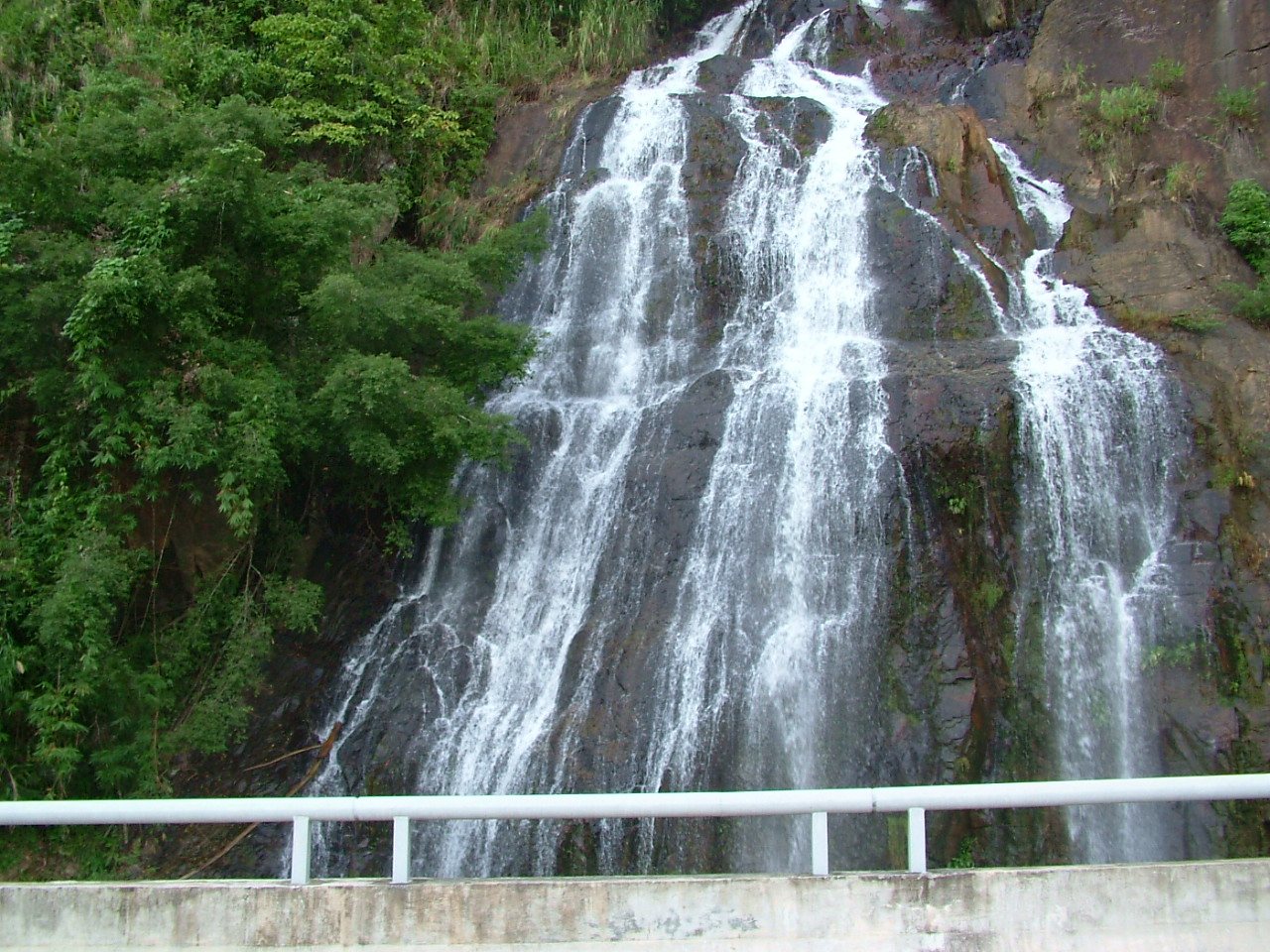
Cascade de  Đắk Chè.